# Uganda vasúti közlekedése

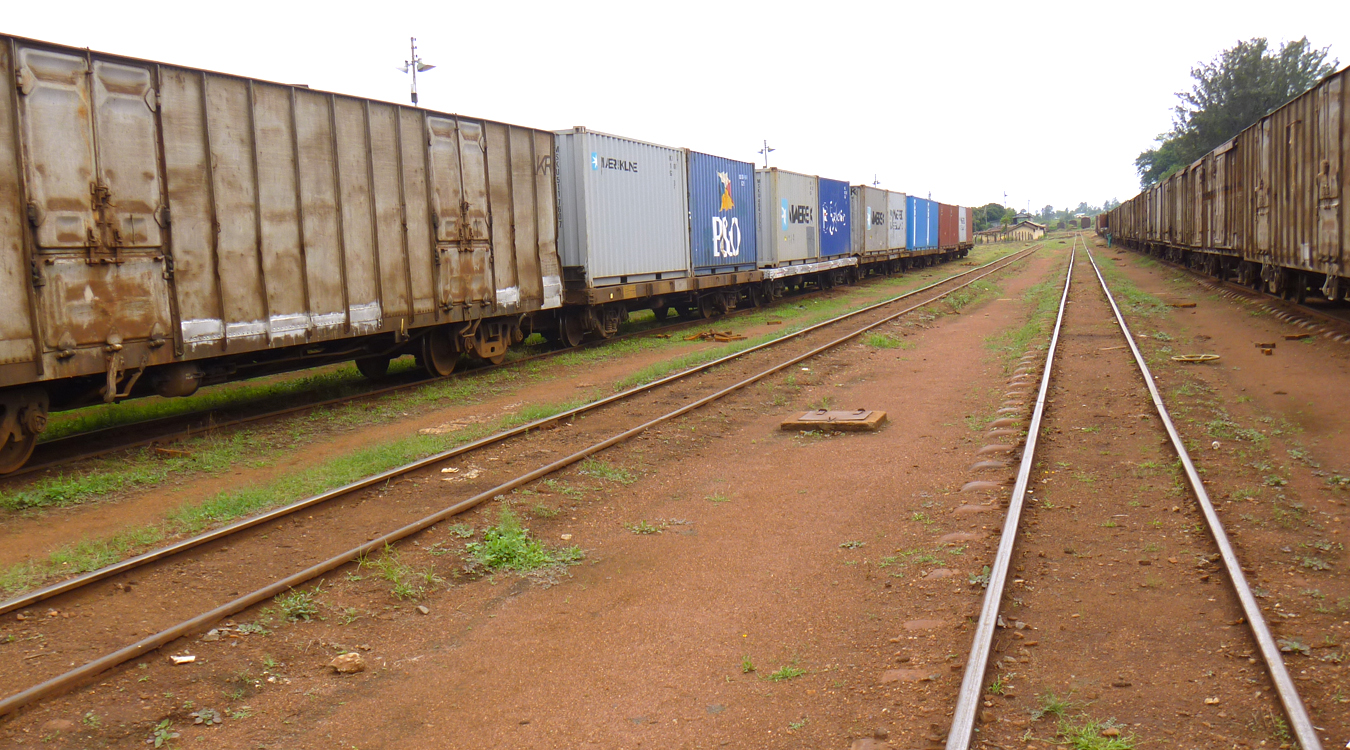
Várakozó tehervonatok Ugandában

Uganda vasúthálózata 1244 km hosszú, mely 1000 mm-es nyomtávolsággal épült ki. Nemzeti vasúttársasága a Uganda Railways Corporation, mely 1977-ben alakult meg.

## Jövőbeli tervek
A német ThyssenKrupp acálipari vállalat bejelentette, hogy új vasutat tervez építeni az országban. A 723 km hosszú új vasútvonal 2 vagy 3 milliárd amerikai dollárba fog kerülni. Az új vonal Juba-t (Dél-Szudán) és Gulu-t (Észak-Uganda) fogja összekapcsolni.

## Vasúti kapcsolata más országokkal
- Kenya - igen - azonos nyomtávolság: 1 000 mm, az 1435 mm-es kapcsolat tervezés alatt[3]
- Tanzánia -nincs közvetlen kapcsolat, csak vasúti komppal - azonos nyomtávolság: 1 000 mm
- Szudán - tervezett - eltérő nyomtávolság 1 000 mm / 1 067 mm
- Dél-Szudán - nincs, tervezés alatt
- Ruanda - nincs, tervezés alatt[3]